# Dominique Mathieux
Dominique Mathieux – była francuska narciarka alpejska. W zawodach Pucharu Świata zadebiutowała w sezonie 1969/1970. Pierwsze punkty wywalczyła 13 stycznia 1970 roku w Bad Gastein, gdzie zajęła trzecie miejsce w slalomie. Tym samym nie tylko zdobyła pierwsze punkty, ale od razu stanęła na podium. W zawodach tych wyprzedziły ją jedynie rodaczka, Ingrid Lafforgue oraz Kanadyjka Betsy Clifford. W kolejnych startach jeszcze jeden raz stanęła na podium: 2 lutego 1970 roku w Abetone ponowne była trzecia w slalomie. Tym razem lepsze okazały się tylko Ingrid Lafforgue i Judy Nagel z USA. W klasyfikacji generalnej sezonu 1969/1970 zajęła 17. miejsce, a w klasyfikacji slalomu była dziesiąta.
Nie startowała na igrzyskach olimpijskich ani mistrzostwach świata.

## Osiągnięcia

### Puchar Świata

#### Miejsca w klasyfikacji generalnej
- sezon 1969/1970: 17.

#### Miejsca na podium
1. Badgastein – 13 stycznia 1970 (slalom) – 3. miejsce
2. Abetone – 2 lutego 1970 (slalom) – 3. miejsce